# De planeetvreter
De planeetvreter is een stripverhaal uit de reeks Suske en Wiske. Het is geschreven door Peter Van Gucht en kwam uit op 17 mei 2017. 
Het album heeft als hoofdthema de opwarming van de aarde, waardoor op deze planeet lang geleden ingevroren marsmannetjes weer tot leven worden gewekt.  

## Personages
In dit verhaal spelen de volgende personages mee:
- Suske, Wiske, Schanulleke, Lambik, Jerom, tante Sidonia, professor Barabas, kapitein, passagiers, bemanning, inuit, Karadt en Orlock (ruimtewezens), oudijzerhandelaar

## Locaties
Dit verhaal speelt zich af op de volgende locaties:
- Noordpool, laboratorium van professor Barabas, Aralmeer, oudijzerhandel

## Uitvindingen
In dit verhaal spelen de volgende uitvindingen mee:
- de gyronef, de nieuwe gyronef,
- een vertaler

## Verhaal
Lambik neemt tante Sidonia mee op een cruise. Als ze niet ver van Spitsbergen zijn, breekt een ijsmassa af door een aardbeving en door een vloedgolf raakt het schip beschadigd. Lambik springt met tante Sidonia overboord. Professor Barabas vliegt met Suske, Wiske en Jerom naar de locatie, want ze hebben een noodoproep ontvangen. Jerom treft Lambik en Sidonia aan in een grot, een inuit heeft hen gered. Professor Barabas vangt een vreemd signaal op en gaat met de vrienden op onderzoek. Ze vinden een ijzeren staaf die 2.500.000 jaar oud blijkt te zijn. De staaf blijkt te zijn bevestigd op een ruimteschip en de passagiers zitten nog in de stoelen. Jerom wil de ruimtewezens redden, hij denkt terug aan de tijd dat hij zelf ingevroren was.
Het ruimteschip wordt naar het laboratorium van professor Barabas vervoerd, daar wordt het ontsmet en gecontroleerd ontdooid. Jerom heeft het moeilijk en Wiske probeert hem te troosten met Schanulleke. De vrienden zien een optreden van Carmencita Falasol bij The Voice Live. Dan blijken de ruimtewezens ontdooid te zijn, ze eten van de planten van professor Barabas in zijn botanische serretuin. Professor Barabas plaatst een vertaler en nu is het mogelijk om met de ruimtewezens te communiceren. Lambik besluit professor Barabas te ondersteunen. De vrienden horen dat Karadt en Orlock van Xardo afkomstig zijn. Nu wordt dit Mars genoemd. Dit was vroeger een groene planeet, maar Mars kwam steeds verder van de zon te staan en commandant Kostabar stuurde de twee naar de aarde om deze planeet te koloniseren.
De ruimtewezens stortten echter neer en werden bedolven onder het ijs, ook brak een stuk van hun ruimteschip af. De ruimtewezens vertellen dat ze de flora en fauna van de planeet hebben onderzocht, maar dat ze de soort die ze nu zien niet kennen. In een reisgids zien de vrienden gomphotherium, deinotherium, chalicotherium, dinofelis, macrauchenia, doedicurus en ancolotherium. Professor Barabas legt uit dat deze soorten 2.500.000 jaar geleden leefden. Professor Barabas vertelt ook dat Mars onleefbaar is geworden. Eén van de wezens gelooft dit niet en denkt dat professor Barabas op deze manier de kolonisering wil voorkomen. Hij probeert contact te maken met de communicator in het ruimteschip, maar krijgt geen reactie. Jerom probeert het ruimtewezen te troosten en vertelt dat hij ook lang in het ijs heeft gezeten. 
Het ruimtewezen vertelt dat hij een overlevingskit wil vinden. Dit onderdeel is afgebroken van het ruimteschip en is erg zwaar. Jerom gaat met het ruimtewezen mee. Het andere ruimtewezen probeert hen nog tegen te houden, want hij wil niet dat de planeetvreter wordt ingezet. Hij wordt echter neergeslagen en de vrienden zien het ruimteschip nog vertrekken. De vrienden krijgen een polsradar en volgen Orlock en Jerom. Zij vliegen boven het Aralmeer en het ruimtewezen is verheugd, de overlevingskit heeft namelijk veel water nodig. Dan ontdekt hij dat het Aralmeer uitgedroogd is doordat het water is gebruikt voor katoenindustrie. Via een signaal kan het ruimtewezen de locatie van het onderdeel van het ruimteschip bepalen. De vrienden volgen het signaal van de polsradar en vliegen richting Kazachstan. Professor Barabas en Lambik zijn achtergebleven bij het ruimtewezen en tante Sidonia bestuurt de gyronef. 
Jerom en het ruimtewezen komen bij een oudijzerzaak en treffen daar het onderdeel van het ruimteschip aan. De oudijzerhandelaar wordt vastgebonden en Jerom en het ruimtewezen gaan lopend op zoek naar water. Het ruimtewezen schiet de gyronef uit de lucht, maar dit ontgaat Jerom totaal. Suske en Wiske volgen Jerom en het ruimtewezen, maar ze kunnen niet voorkomen dat het ruimtewezen het onderdeel van het ruimteschip opent met een sleutel. Pas dan krijgt Jerom door dat het ruimtewezen al het leven op aarde wil vernietigen. Het onderdeel van het ruimteschip bevat kevertjes die alles vernietigen. Als ze in contact komen met water, vermeerderen ze. Professor Barabas komt met een nieuwe gyronef te hulp en hij probeert met een vliegenvanger de zwerm te stoppen. De kevers blijken namelijk gevoelig te zijn voor uv-licht. 
Jerom kan het ruimtewezen ingraven in de grond en de vrienden proberen de zwerm te stoppen. Ze lokken de kevers naar het water en proberen ze met een hoogspanningskabel te elektrocuteren. Het ruimtewezen schiet de kabel echter door en het plan mislukt. De zwerm groeit enorm na contact met water en Suske dreigt gedood te worden. Jerom kan dit voorkomen en duwt dan de gehele pyloon om, waarna de zwerm geëlectrocuteerd wordt. Lambik en professor Barabas vieren de overwinning in de nieuwe gyronef, maar dan probeert het ruimtewezen Jerom en Suske neer te schieten. Tante Sidonia komt met het andere ruimtewezen op een motor op de bestemming en ze kunnen het ruimtewezen verslaan. Hij laat een boodschap van Kostabar zien. Deze boodschap is verzonden toen beide ruimtewezens ingevroren waren. De thuisplaneet is onbewoonbaar geworden en de beide ruimtevaarders zijn ontslagen. De ruimtewezens zijn vertrokken naar een ander planetenstelsel. 
Professor Barabas stelt voor dat de ruimtewezens proberen terug te keren naar Mars. De ruimtewezens willen daar het broeikaseffect gebruiken om de planeet weer bewoonbaar te maken. Bij professor Barabas zien de vrienden op tv dat Elon Musk het Space-X-interplanetaire programma heeft vervroegd. Door twee nieuwe astronauten is een grote sprong voorwaarts gemaakt. Wonen op Mars wordt mogelijk. Tante Sidonia is inmiddels naar huis gegaan. Suske en Wiske schrikken hiervan, want ze herinneren zich dat ze een enorme bende hebben gemaakt in huis toen tante Sidonia met Lambik op vakantie was.

## Achtergrond
Het is het eerste album wat verschijnt in een make-over die in 2017 wordt doorgevoerd. De tekenstijl is moderner en de kleding van de hoofdfiguren is iets aangepast. Wiske en Sidonia hebben verder borsten gekregen. Ook is het stripalbum groter dan alle eerder verschenen albums - in A4-formaat - en is de indeling van de bladzijden vergelijkbaar met die van de spin-off Amoras. Studio Vandersteen hoopte met de aanpassingen de verminderde verkoopcijfers een halt toe te roepen.